# Штемлер, Илья Петрович
Илья (Израиль) Петрович Штемлер (18 января 1933[…], Баку, Азербайджанская ССР, СССР — 3 декабря 2022, Санкт-Петербург) — советский и российский прозаик, драматург, автор произведений в жанре «городского делового романа». Член Союза писателей России, Союза писателей Санкт-Петербурга, Союза кинематографистов, вице-президент Петербургского ПЕН-клуба.

## Биография
Родился 18 января 1933 года в Баку в семье заведующего литературной частью Бакинского русского театра драмы Петра Александровича Штемлера (1907—1973), участника Великой Отечественной войны, и бухгалтера института Ревекки Израилевны Штемлер (1911—1990). После школы в 1951 году поступил в Бакинский индустриальный институт. Активно участвовал в институтской художественной самодеятельности.
С 1957 года, после окончания вуза, работал инженером в конторе «Сталинграднефтегеофизика». Печатался в ленинградской газете «Смена», за что был награждён призом. С 1959 по 1967 год инженер ленинградского объединения «Геологоразведка».
Избрал особую манеру создания литературных произведений: работал в той отрасли, отношения в которой собирался осветить. Так, например, роман «Уйти, чтобы остаться» (1965—1966) основан на материале Пулковской обсерватории; другие произведения («Таксопарк», «Универмаг», «Архив», «Поезд») вобрали в себя его опыт таксиста, проводника поезда на маршруте Ленинград — Баку, архивиста в Областном историческом архиве, инспектора орготдела в Доме ленинградской торговли, администратора коммерческой фирмы «Кронверк». Завершил этот цикл «остросюжетный роман о русском бизнесе» «Коммерсанты» (1993—1994). В советское время его романы часто сравнивали с книгами американского писателя Артура Хейли.
Романы Штемлера инсценировались в театре и на телевидении. Так, например, фильм «Плата за проезд», снятый в 1986 году режиссёром Вячеславом Сорокиным, основан на сюжете романа «Таксопарк».
Умер на 90-м году жизни 3 декабря 2022 года от последствий перенесённого коронавируса.

## Семья
Жена — Елена Григорьевна Штемлер (1936—2002), под псевдонимом Елена Радви автор повести «Ангел вожделения». Дочь Ирина (род. 1959), дизайнер.

### Сценарии
- 1976 «Обычный месяц»
- 1988 «Утреннее шоссе»

## Награды и премии
- Орден «Знак Почёта»
- звание «Почётный железнодорожник СССР»
- Медаль ордена «За заслуги перед Отечеством» II степени (15 сентября 2003) — за многолетнюю плодотворную деятельность в области культуры и искусства[5]
- Медаль «В память 300-летия Санкт-Петербурга»
- Почётный знак отличия «За заслуги перед Санкт-Петербургом» (2013)[6]
- Премия Правительства Санкт-Петербурга в области литературы, искусства и архитектуры (1996)
- премия Александра Володина (2005)
- Царскосельская художественная премия «За яркую индивидуальность в романах и повестях последних лет» (2007)
- Литературная премия имени Н. В. Гоголя, номинация «Шинель» за роман «Одинокие в раю» (2016)